# Argentinoeme pseudobscura
Argentinoeme pseudobscura är en skalbaggsart som beskrevs av Di Iorio 1995. Argentinoeme pseudobscura ingår i släktet Argentinoeme och familjen långhorningar. Inga underarter finns listade.